# لمياء عاصي
لمياء عاصي (ولدت في 27 ديسمبر 1955) شغلت منصب وزيرة السياحة في سوريا منذ عام 2011 حتى 2012. كما شغلت منصب وزيرة للاقتصاد والتجارة وسفيرة سوريا لدى ماليزيا.

## النشأة والتعليم
ولدت عاصي في 17 ديسمبر 1955. حصلت على شهادة البكالوريوس في التجارة من جامعة دمشق والماجستير في إدارة الأعمال من المعهد العالي لإدارة الأعمال في عام 2005.

## المسيرة المهنية
عملت كمساعدة لوزير المالية للتكنولوجيا من 2002-2004 وكانت سفيرة سوريا في ماليزيا من 2004 إلى 2010. في عام 2010 عينت وزيرة للاقتصاد والتجارة لفترة وجيزة وفي عام 2011 عينت وزيرة للسياحة.

## الحياة الشخصية
عاصي متزوجة ولديها ثلاثة أطفال.